# Dicopomorpha indica
Dicopomorpha indica är en stekelart som först beskrevs av Subba Rao 1989.  Dicopomorpha indica ingår i släktet Dicopomorpha och familjen dvärgsteklar. Inga underarter finns listade i Catalogue of Life.